# Slovotvorný formant
Slovotvorný formant může být:
- v užším smyslu: část odvozeného slova, která se připojuje k slovotvornému základu a významově nebo funkčně ho modifikuje, obměňuje. Slovotvorným formantem může být:
  - a) slovotvorná přípona: např. chod-ec, vlastn-ík, noč-ní
  - b) slovotvorná předpona: např. proti-hráč, do-dnes, před-zápas
  - c) kombinace předpony a přípony: bez-charakter-ní, pod-voz-ek
  - d) soubor gramatických morfémů
  - e) kombinace předpony a souboru gramatických morfémů
- v širším smyslu: souhrn všech formálních znaků, kterými se odlišuje odvozené slovo od motivujícího slova.